# Мюррей О’Хэйр, Мэдалин
Мэдалин Мюррей O’Хэйр (род Мейс; 13 апреля 1919 — 29 сентября 1995 года) — американская активистка, поддерживающая атеизм и разделение церкви и государства.
В 1963 году она основала компанию American Atheists и была её президентом до 1986 года, после чего её сменил сын Джон Гарт Мюррей. Она создала первые номера журнала American Atheist Magazine .
О’Хэйр наиболее известна по судебному процессу Мюррей против Кёрлетт, в ходе которого оспаривалась политика обязательных молитв и чтения Библии в государственных школах Балтимора, в котором она назвала своего первого сына Уильяма Дж. Мюррея в качестве истца. Вместе с Abington School District v. Шемпп (1963), её слушал Верховный суд США, который постановил, что официально санкционированное обязательное чтение Библии в американских государственных школах является неконституционным. Верховный суд запретил официально спонсируемую молитву в школах в деле Engel v. Vitale (1962) на аналогичных основаниях. Через американских атеистов О’Хэйр подала множество других исков по вопросам разделения церкви и государства.
В 1995 году О’Хэйр, её второй сын Джон Гарт Мюррей (известный как «Гарт») и её внучка и приёмная дочь Робин Мюррей О’Хэйр (дочь первого сына О’Хэйр, Уильяма Дж. Мюррея, и подруги Мюррея из средней школы, Сьюзан), исчезли из Остина, штат Техас. Гарт Мюррей снял сотни тысяч долларов из фондов американских атеистов, и было предположено, что троица скрылась. Дэвид Роланд Уотерс, осуждённый за уголовное преступление и бывший сотрудник американских атеистов, в конечном итоге был признан виновным в убийстве О’Хэйр, Джона Гарта Мюррея и Робин Мюррей О’Хейра. Тела не были найдены до тех пор, пока Уотерс не привёл власти к месту их захоронения после его осуждения.

## Биография

### Ранняя и личная жизнь
Мэдалин Мэйс родилась 13 апреля 1919 года в районе Бичвью в Питтсбурге, штат Пенсильвания, в семье Лены Кристины (урождённой Шолле) и Джона Ирвина Мэйса. У неё был старший брат Джон Ирвин-младший (известный как «Ирв»). Их отец был шотландско-ирландского происхождения, а мать — немецкого происхождения. В возрасте четырёх лет Мэдалин крестилась в пресвитерианской церкви своего отца; её мать была лютеранином . Семья переехала в Огайо, и в 1936 году Мэйс окончила Россфордскую среднюю школу в Россфорде .
В 1941 году Мейс вышла замуж за сталевара Джона Генри Ротса. Они расстались, когда оба поступили на военную службу во время Второй мировой войны, он — в Корпус морской пехоты США, а она — в Женский армейский корпус . В апреле 1945 года, работая криптографом в Италии, она начала отношения с офицером Уильямом Дж. Мюрреем-младшим, женатым католиком . Он отказался развестись с женой. Мэйс развелась с Ротсом и приняла имя Мэдалин Мюррей. Она родила сына от офицера Мюррея после возвращения в Огайо и назвала мальчика Уильямом Дж. Мюрреем III (по прозвищу «Билл»).
В 1949 году Мюррей получила степень бакалавра в Ашлендском университете . Она получила степень юриста в Юридическом колледже Южного Техаса, но не сдала экзамен на адвоката.
Она переехала с Биллом в Балтимор, штат Мэриленд . 16 ноября 1954 года она родила второго сына, Джона Гарта Мюррея, от своего парня Майкла Фиорилло. Их отношения закончились и считается, что мальчик, известный как Гарт, никогда не встречался со своим отцом.
По словам её сына Уильяма, Мадалин дважды пыталась бежать в Советский Союз, сначала подав заявку в 1959 году через советское посольство в Вашингтоне, округ Колумбия, а затем в посольство в Париже, приехав туда специально с этой целью в 1960 году; в обоих случаях Советский Союз отказал ей во въезде. По возвращении из Парижа, Мюррей и сыновья поселились с её матерью, отцом и братом Ирвом в их доме в районе Лох-Рэйвен в Балтиморе. Вскоре после этого Мэдалин сопровождала Уильяма в школу по соседству, Вудборнскую среднюю школу, чтобы повторно записать Уильяма на уроки первокурсников. Мэдалин была недовольна тем, что студенты после произнесения Клятвы верности, молились. Она проинструктировала Уильяма вести журнал всех религиозных упражнений и упоминаний о религии в течение следующих двух недель, сказав: «Что ж, если они не позволят нам поехать в Россию, где есть некоторая свобода, нам просто придётся изменить Америку .» По прошествии двух недель и после того, как её просьба разрешить Уильяму покинуть класс во время молитв была отклонена школьными властями, она вытащила его из школы и подала иск против системы государственных школ Балтимора, назвав Уильяма истцом. Она сказала, что его практика обязательной молитвы и обязательного чтения Библии противоречит Конституции. Верховный суд США подтвердил её позицию своим постановлением 1963 года.
Из-за враждебности в Балтиморе к её семье, связанной с этим делом, Мюррей покинула Мэриленд со своими сыновьями в 1963 году и переехала в Гонолулу, Гавайи . Она якобы напала на пятерых офицеров полицейского управления Балтимора, которые пытались забрать девушку её сына Билла Сьюзан из её дома; она была несовершеннолетней и сбежала из дома. Сьюзан родила Биллу дочь, которую назвала Робин. Позже Мюррей удочерила Робин.
В 1965 году Мюррей вышла замуж за морского пехотинца США Ричарда О’Хэйра и сменила фамилию. Он принадлежал к коммунистической группе в Детройте в 1940-х годах. В ходе расследований 1950-х годов он назвал ФБР более 100 имён других членов. Позже его расследуют по обвинению в ложном утверждении, что он агент ФБР. Их отношения были описаны как « созависимые из учебников». Хотя пара рассталась, они были женаты по закону до его смерти в 1978 г.
В 1980 году она публично отвергла своего отчуждённого сына Билла, когда он объявил, что обратился в христианство .

### Активизм
В 1960 году Мюррей подала иск против системы государственных школ Балтимора (Мюррей против Кёрлетт), назвав истцом своего сына Уильяма. Она бросила вызов практике городской школьной системы, требующей от учащихся участвовать в чтении Библии в государственных школах города. Она сказала, что отказ её сына от участия привёл к издевательствам со стороны одноклассников, и что администрация попустительствовала такому поведению. После объединения с Abington School District v. Шемпп , иск был рассмотрен Верховным судом США в 1963 году. Суд проголосовал 8-1 в пользу Шемппа, заявив, что обязательное публичное чтение Библии студентами является неконституционным. Молитва в школах, помимо чтения Библии, была признана неконституционной годом ранее судом в деле Engel v. Витале (1962).
О’Хэйр подала ряд других исков: один был против Национального управления по аэронавтике и исследованию космического пространства (НАСА) из-за чтения книги «Аполлон-8» . Дело было отклонено Верховным судом США за неподсудностью. Вызов имел ограниченный эффект.
О’Хэйр появлялась на шоу Фила Донахью несколько раз, включая первый эпизод в 1967 году. Позже Донахью сказал, что О’Хэйр была неприятна лично и издевалась над ним за кадром за то, что он католик . Она появилась на шоу в марте 1970 года, чтобы обсудить проповедника Боба Харрингтона, «Капеллан с Бурбон-стрит».
О’Хэйр поддержала Джимми Картера на президентских выборах 1976 года из-за его несогласия с обязательной школьной молитвой, его поддержки полового воспитания в государственных школах и его позиции по экологическим вопросам.

### Американские атеисты
После поселения в Остине, штат Техас, О’Хэйр в 1963 году основала компанию American Atheists. Она идентифицируется как «общенациональное движение, которое защищает гражданские права неверующих, работает над отделением церкви от государства и решает вопросы государственной политики Первой поправки». Она была первым генеральным директором и президентом группы до 1986 года. Она была общественным голосом и лицом атеизма в Соединённых Штатах в 1960-х и 1970-х годах. Хотя её сын Гарт Мюррей официально сменил её на посту президента, она сохранила большую часть власти и принятия решений.
В интервью 1965 года журналу Playboy Magazine она описала религию как «костыль» и «иррациональную опору на суеверия и сверхъестественную чепуху». В том же интервью Playboy О’Хэйр описала многочисленные предполагаемые случаи преследования, запугивания и угроз смерти в отношении неё и её семьи. Она прочитала несколько писем, среди которых, как она утверждала, в том числе одно, в котором говорилось (относящееся к обращению апостола Павла по дороге в Дамаск): «Пусть Иисус, которого вы так решительно отрицаете, превратит вас в Павла». О’Хэйр сказал интервьюеру: «Разве это не мило? Кристине Йоргенсен пришлось ехать в Швецию на операцию, но меня они исправят с верой — безболезненно и зря» Она сказала, что покинула Балтимор из-за преследований со стороны жителей. Она получила письмо, содержащее фотографии, измазанные фекалиями, домашнего котёнка её сына Джона убили, а её дом забросали камнями. Она сказала, что думает, что такие события стали катализатором смертельного сердечного приступа её отца.
Она подала несколько исков, оспаривающих правительственную практику, основанную на поддержании и определении конституционного разделения церкви и государства. Среди них был один против политики города Балтимора по классификации католической церкви как организации, освобождённой от налогов с точки зрения собственности.
О’Хэйр основала атеистическую радиопрограмму, в которой критиковала религию и теизм . Она вела телешоу « Американский форум атеистов», которое транслировалось более чем по 140 системам кабельного телевидения.
Арестованная за хулиганство в Остине в 1977 году, О’Хэйр продолжала оставаться фигурой, поляризующей силы до 1980-х. Она была «главным спичрайтером» президентской кампании Ларри Флинта 1984 года. Её регулярно приглашали на телевизионные ток-шоу в качестве гостя. Её второй сын Гарт Мюррей официально сменил её на посту президента американских атеистов, но она говорила, что сохранила большую часть власти. Некоторые главы вышли из основной группы в то время. Но по 2007 год Американские атеисты продолжали оставаться активной организацией, число членов которой постоянно росло.
Её сын Уильям Дж. Мюррей стал христианином в 1980 году, а затем стал баптистским священником, опубликовав в 1982 году мемуары о своем духовном путешествии. Мюррей О’Хэйр прокомментировала: «Я думаю, это можно было бы назвать послеродовым абортом со стороны матери; я полностью отвергаю его сейчас и навсегда. … он не поддаётся человеческому прощению».
В 1988 году О’Хэйр выпустила несколько выпусков «Искателя истины» под своим заголовком в рамках попытки завладеть изданием. Но суды отклонили её право собственности.
В 1990-х штат американских атеистов состоял из О’Хейра, её сына Джона Гарта Мюррея, Робин Мюррей О’Хэйра и нескольких вспомогательных сотрудников. Уильям Дж. Мюррей был отчуждён от своей матери, брата и дочери. Они не встречались и не разговаривали много лет. Трио жило в большом доме О’Хэйр, работало в одном офисе и брало совместные отпуска.

### Смерть
27 августа 1995 года О’Хэйр, её сын Джон Гарт Мюррей и её внучка Робин Мюррей О’Хэйр исчезли из своего дома и офиса. К запертой двери офиса была прикреплена машинописная записка, в которой говорилось:
«Семью Мюррея О’Хэйр вызвали из города в экстренном порядке. Мы не знаем, как долго нас не будет на момент написания этого меморандума».
Когда полиция вошла в дом О’Хэйр, казалось, что они ушли внезапно. В телефонных разговорах троица сказала, что они «по делам» в Сан-Антонио, штат Техас . Гарт Мюррей заказал у ювелира из Сан-Антонио золотые монеты на 600 000 долларов, но получил поставку монет на сумму всего 400 000 долларов.
До 27 сентября сотрудники American Atheists получили несколько телефонных звонков от Робина и Джона, но ни один из них не объяснил, почему они уехали или когда вернутся; сотрудники сообщили, что их голоса звучали натужно и встревоженно. После 28 сентября ни от одной из троих больше не поступало никаких сообщений. Американские атеисты столкнулись с серьёзными финансовыми проблемами из-за вывода средств, а количество членов сократилось из-за явного скандала. Было предположение, что эта троица исчезла, чтобы скрыть активы или избежать кредиторов.

### Расследование и аресты
В конечном итоге расследование сосредоточилось на Дэвиде Роланде Уотерсе, бывшем преступнике с жестоким прошлым, который работал на американских атеистов. Ранее, в том же году он признал себя виновным в краже у организации 54000 долларов. Вскоре после того, как его кража была обнаружена, О’Хэйр опубликовала в информационном бюллетене American Atheists статью, разоблачающую кражу и предыдущие преступления. О’Хэйр утверждала, что в 17 лет Уотерс убил ещё одного подростка. Уотерс был приговорён к восьми годам тюремного заключения.
Федеральные агенты ФБР и IRS вместе с полицией пришли к выводу, что Уотерс и его сообщники похитили всех троих членов семьи Мюррея О’Хэйр, вынудили их забрать недостающие средства, совершили несколько походов по магазинам с их деньгами и кредитными картами, и убили и расчленили всех троих. Сообщниками Уотерса были Гэри Пол Карр и Дэнни Фрай. Через несколько дней после того, как О’Хэйр и её семья были убиты, Уотерс и Карр убили Фрая. Его тело было найдено на русле реки без головы и рук. Его не опознавали три с половиной года.
Был оформлен ордер на обыск квартиры Уотерса и его девушки. В ходе обыска были обнаружены боеприпасы различного калибра. Уотерс, осуждённый за уголовное преступление, был арестован, а содержимое его квартиры изъято. В то же время с Гэри Карром связались в Уолл-Лейк, штат Мичиган, и взяли интервью. Просидев последние 30 лет в тюрьме за похищение дочери судьи, Карр не разговаривал. Ему зачитали его права и попросили выслушать обсуждаемую информацию. Карр решил поговорить и обвинил Уотерса в смерти Мюррея и О’Хейров. Карр подписал письменные показания и нарисовал карту, чтобы полиция могла найти тела. Карр был арестован за хранение двух огнестрельного оружия и отправлен в тюрьму. Он содержался в Детройте в ожидании суда. Обвинение в оружии было снято, и Карр был передан под стражу маршалов Соединённых Штатов в Остине, чтобы предстать перед судом за смерть О’Харов.
После трёхнедельного судебного разбирательства, Карр был признан виновным в заговоре с целью совершения вымогательства, путешествии по штатам с целью совершения насильственных действий, отмывании денег и транспортировке украденного имущества между штатами — все обвинения связаны с делом О’Хейр. Он был оправдан по обвинению в сговоре с целью похищения, поскольку власти ещё не обнаружили тела О’Хейров. В августе 2000 года окружной судья США Сэм Спаркс приговорил Карра к двум пожизненным срокам тюремного заключения.
Уотерс был арестован и привлечён к ответственности; в соответствии с обвинением в заговоре, он согласился привести власти к месту, где были сожжены и захоронены расчлененные тела О’Хейров. Он был приговорён к 20 годам лишения свободы в федеральной тюрьме, которую он просил, вместо того, чтобы отбывать срок в тюрьме штата Техас на основании ранее осуждённого за кражу. Он не предстал перед судом за похищение и убийство семьи О’Хейров. Ему также было приказано выплатить в общей сложности 543 665 долларов американским атеистам и имениям Мэдалин Мюррей О’Хейр, Джона Гарта Мюррея и Робина Мюррея О’Хара. Маловероятно, что эти долги были выплачены, потому что Уотерс не имел возможности зарабатывать деньги в тюрьме. Уотерс умер от рака легких 27 января 2003 года в Федеральном медицинском центре в Батнере, Северная Каролина .
В январе 2001 года, после своего призыва к заговору, Уотерс сказал федеральным агентам, что О’Хейры были похоронены на ранчо в Техасе, и впоследствии привёл их к телам. Когда правоохранительные органы провели там раскопки, они обнаружили, что ноги трёх жертв были отрезаны пилой. Останки имели такие обширные повреждения и разложение, что чиновникам пришлось идентифицировать их с помощью стоматологических записей, анализов ДНК и, в случае Мэдалин О’Хэйр, записей протеза бедра из больницы Брэкенридж в Остине (серийный номер идентифицировал её тело). На месте были также найдены голова и руки Дэнни Фрая.
Уотерс и его девушка положили золотые монеты, вымогаемые у О’Хейров, в незащищённый шкафчик для хранения вещей, арендованный у подруги. У него был только дешёвый замок Мастера. Уотерс взял несколько монет и несколько дней праздновал с Гэри Карром и его бывшей женой. Вернувшись в шкафчик, он обнаружил, что оставшиеся золотые монеты (американские орлы, монеты с кленовым листом и крюгерранды) были украдены. Группа воров из Сан-Антонио, действовавшая в этом районе, получила ключи от замка, который использовала девушка. В ходе своих действий воры наткнулись на шкафчик, использовали ключ и нашли чемодан, полный золотых монет. Они вернулись в Сан-Антонио и с помощью друзей обменяли золотые монеты в наличные. Друзей отвезли на выходные в Лас-Вегас. Все, кроме одной монеты, подаренной тёте в качестве кулона, эти воры потратили. Эта последняя монета была обнаружена ФБР после публичного обращения в День поминовения в 1999 году.
Во время этого дела репортер из Остина Роберт Брайс раскритиковал относительное бездействие полицейского управления Остина . Он отметил, что расследование ведут агенты Налоговой службы, Федерального бюро расследований и шерифа округа Даллас.

## Судебные дела
О’Хэйр подала многочисленные иски, в которых утверждала, что разделение церкви и государства было нарушено.
- Мюррей v. Curlett (1963) Бросила вызов чтению Библии и чтению молитв в государственных школах Мэриленда.
- Мюррей v. Соединенные Штаты (1964) Чтобы заставить Федеральную комиссию по связи расширить Доктрину справедливости, чтобы атеисты могли наравне с религией на радио и телевидении.
- Мюррей v. Никсон (1970) Бросила вызов еженедельным религиозным службам в Белом доме .
- O’Hair v. Пейн (1971) Бросила вызов открытому чтению Библии астронавтами США (которые являются федеральными служащими) во время космических полетов, чему способствовало чтение книги Бытия экипажем Аполлона-8.
- O’Hair v. Кук (1977) Оспаривала вступительную молитву на собраниях городского совета в Остине, штат Техас.
- O’Hair v. Блюменталь (1978) оспаривала включение фразы" Мы верим в Бога" в американскую валюту.
- O’Hair v. холм (1978) Требовала удалить из конституции Техаса положение, требующее веры в Бога лиц, занимающих государственные должности.
- O’Hair v. Андрус (1979) Оспаривала использование помещений национального парка для Папы Римского для проведения римско-католической мессы на Молле в Вашингтоне, округ Колумбия.
- O’Hair v. Клементс (1980) В этом случае пыталась удалить вертеп, показанный в ротонде здания Капитолия в Остине, штат Техас.
- Картер и др. v Медицинский центр Broadlawns и др. (1984—1987 гг.)[35][36] Оспаривала трудоустройства на полную ставку капеллана в финансируемую за счёт налогов окружную больницу Медицинского центра Бродлоун в Де-Мойне, штат Айова .

## Феминизм
Во время интервью Playboy в 1965 году О’Хэйр назвала себя «воинствующей феминисткой» и выразила своё недовольство неравенством женщин в Америке, заявив во время интервью:

Американский мужчина продолжает использовать её в сексуальных целях для одной цели: для прекращения собственной эякуляции. Ему, кажется, не приходит в голову, что она может быть стоящей целью сама по себе или позаботиться о том, чтобы у неё было надлежащее сексуальное освобождение. И, по его мнению, сексуальная привлекательность прямо пропорциональна огромным женским сиськам. Я не говорю, что все американские мужчины такие, но девять из десяти — это кретины с фиксацией на груди, бах-бам-спасибо-мэм, которым просто наплевать на чье-либо удовлетворение, кроме своего собственного. Если вы говорите об интеллектуальном и социальном равенстве женщин, то здесь не намного лучше. Мы только начинаем ломать лед. В Америке по-прежнему доминируют мужчины. Большинство американских мужчин чувствуют угрозу в сексуальном плане, если только они не выше ростом, интеллектуальнее, образованнее, лучше оплачиваются и занимают более высокое положение в деловом мире. Они должны быть авторитетом, последним словом. Они говорят, что ищут девушку, похожую на ту, что когда-то вышла замуж за их дорогого старого папашу, но на самом деле они хотят и обычно получают пустоголовую цыпочку, которая очень молода, очень физически развита и очень покорна. Что ж, я просто не могу видеть ни мужчину, ни женщину в положении зависимости, потому что из такого рода отношений проистекает чувство превосходства у одной стороны и неполноценности у другой, и это форма медленного яда. На мой взгляд, мужчинам не нужен был бы кто-то ниже их, если бы они не чувствовали себя неполноценными. Их пугает зрелая женщина.
Оригинальный текст (англ.)The American male continues to use her sexually for one thing: a means to the end of his own ejaculation. It doesn't seem to occur to him that she might be a worthwhile end in herself, or to see to it that she has a proper sexual release. And, to him, sex appeal is directly proportional to the immensity of a woman's tits. I'm not saying that all American men are this way, but nine out of ten are breast-fixated, wham-bam-thank-you-ma'am cretins who just don't give a damn about anyone's gratification but their own. If you're talking about intellectual and social equality for women, we're not much better off. We're just beginning to break the ice. America is still very much a male-dominated society. Most American men feel threatened sexually unless they're taller than the female, more intellectual, better educated, better paid and higher placed statuswise in the business world. They've got to be the authority, the final word. They say they're looking for a girl just like the girl who married dear old dad, but what they really want, and usually get, is an empty-headed little chick who's very young and very physical — and very submissive. Well, I just can't see either a man or a woman in a dependency position, because from this sort of relationship flows a feeling of superiority on one side and inferiority on the other, and that's a form of slow poison. As I see it, men wouldn't want somebody inferior to them unless they felt inadequate themselves. They're intimidated by a mature woman.

Она также выразила недовольство женским освободительным движением .

## Отрицание Холокоста
В статье «Шоа: вечная надежда» в выпуске американского атеистического журнала за август 1989 года Мэдалин Мюррей О’Хэйр заявила:

Хотя об этом обычно не сообщается, Освенцим был, прежде всего, просто лагерем рабского труда, а предоставленный труд был очень необходим Фарбену, Круппу и др. Для ведения войны.
Оригинальный текст (англ.)Although it is not generally reported, Auschwitz was simply, first, and foremost, a slave labor camp - and the labor provided was much needed by Farben, Krupp, et aI., for the war effort.

В той же статье она утверждала, что «следственные и научные расследования, проведённые в течение последних пятидесяти лет», такие как книга отрицателя Холокоста Поля Рассинье, установили, что общее число еврейских жертв составило от 1 до 1,5 миллионов, добавив: «[t] его далеко от предполагаемых 6 000 000», затем уточняя этот вопрос:

Снова и снова при анализе ситуации становится очевидным один неоспоримый факт. У немцев и близко не было поездов, способных перевезти 6 миллионов человек в концлагеря. Если бы немцы попытались разместить, одеть и накормить 6 000 000 евреев и миллионы других людей, эта деятельность парализовала бы их военные операции.
Оригинальный текст (англ.)Over and over again in the analysis of the situation, one compelling fact becomes clear. The Germans had nowhere near the train capacity to haul 6,000,000 people to concentration camp points. Had the Germans attempted to house, clothe, and feed 6,000,000 Jews plus millions of others, the activity would have paralyzed their military operations.

Она заключила:

Хорошая новость для евреев всего мира заключается в том, что они не потеряли столько «клана», сколько они думали, что потеряли. Центральная Европа была в значительной степени очищена от евреев, но в основном за счет эмиграции. Высокая смертность от голода в лагерях в последние месяцы войны во многом объяснялась «политикой истребления союзников». Возможно, поэтому Соединённые Штаты продолжают посылать Израилю 6 миллиардов долларов в год в качестве подарка; вина имеет свое обязательство.
Оригинальный текст (англ.)The good news for the Jews of the world is that they did not lose as many of "the clan" as they had thought they lost. Central Europe was, substantially, cleared of Jews, but that was primarily through emigration. The high death rate, from starvation, in the camps during the last months of the war was due largely to the "Allied extermination policies." Perhaps that is why the United States continues to send Israel $6 billion a year as a gift; guilt has its obligation.

## Наследие
Иск Мюррея 1960 года против школьной системы города Балтимора был позже объединен с аналогичным иском из Пенсильвании, когда они дошли в апелляционном производстве до Верховного суда США. Суд постановил в 1963 году (в деле Abington School District v. Шемпп), что спонсируемое школой чтение Библии в государственных школах США было неконституционным. Это решение постепенно привело к прекращению религиозной деятельности, спонсируемой государственными школами. Ожидалось, что в таких мероприятиях будут участвовать нерелигиозные студенты, и политика на уровне штатов варьировалась.
В 2012 году мемориальный кирпич для Мюррея, её сына Джона и её внучки Робин был установлен в Лу Нефф Пойнт в парке Зилкер в Остине, штат Техас.
В 2013 году в здании суда округа Брэдфорд во Флориде был открыт первый атеистический памятник, установленный на территории американского правительства, где другие жители установили памятник религиозным идеалам. Это гранитная скамья и цоколь весом 1500 фунтов, на которых написаны цитаты О’Хара, Томаса Джефферсона и Бенджамина Франклина . Американские атеисты тогда заявили, что планируют построить ещё 50 памятников.

## Интересные факты
Существуют легенды, о том, что Мюррей О’Хэйр угрожала некоторым телепрограммам из-за так называемого религиозного содержания. Они были опровергнуты. В версии Петиции 2493 от 2009 года утверждается, что американские атеисты хотят «убрать Джоэла Остина, Джойс Майер, Чарльза Стэнли, Дэвида Иеремии и других пасторов с воздушных волн». Якобы Джеймс Добсон просит петиционеров присылать ответы и пожертвования «Лизе Норман». Snopes.com утверждает, что это миф. Добсон отрицает свою причастность.
Эпизод 10 седьмого сезона американского документального сериала «Медицинский детектив» под названием «Без молитвы» был посвящен исчезновению Мэдалин Мюррей О’Хэйр, её сына Джона Гарта Мюррея и внучки Робин Мюррей О’Хэйр. Эпизод первоначально вышел в эфир 14 декабря 2002 года.
Оригинальный фильм Netflix 2017 года «Самая ненавистная женщина в Америке» представляет собой свободную драматизацию жизни О’Хэйр. Он посвящен похищениям и убийствам О’Хэйр и двух членов её семьи в 1995 году
В эпизоде « Закон и порядок: преступное намерение» под названием «Eosphoros» было много элементов убийства О’Хэйр и семьи Мюррей О’Хэйр. «Eosphoros» был в 5-й серии 4-го сезона, первоначально вышедшей в эфир 24 октября 2004 г.

## Книги Мюррея О’Хэйр
- All about Atheists (American Atheist Radio Series). — ISBN 978-0910309448.
- Atheist Primer: Did You Know All the Gods Came from the Same Place?. — ISBN 978-0911826104.
- UnGodly: The Passions, Torments, and Murder of Atheist Madalyn Murray O'Hair. — ISBN 978-1439119969.
- All the Questions You Ever Wanted to Ask American Atheists With All the Answers. — ISBN 978-0910309035.
- What on Earth Is an Atheist!. — ISBN 978-1578849185.
- Why I Am an Atheist: Including a History of Materialism. — ISBN 978-0910309981.